# Факультативный протокол к Международному пакту об экономических, социальных и культурных правах
Факультативный протокол к Международному пакту об экономических, социальных и культурных правах — международный договор о создании механизмов рассмотрения жалоб и предложений в соответствии с Международным пактом об экономических, социальных и культурных правах. 

Стороны Факультативного протокола к Международному пакту об экономических, социальных и культурных правах
Подписавшие и ратифицировавшие
подписавшие, но не ратифицировавшие
не подписавшие и не ратифицировавшие

Он был принят Генеральной Ассамблеей ООН 10 декабря 2008 г. и открыт для подписания 24 сентября 2009 г. По состоянию на октябрь 2018 г. Протокол подписали 45 государств и 24 государства-участника. Он вступил в силу 5 мая 2013 года.

## История
В 1966 году Генеральная Ассамблея Организации Объединенных Наций приняла Международный пакт об экономических, социальных и культурных правах. Пакт обязывал стороны признавать и постепенно реализовывать экономические, социальные и культурные права, включая трудовые права и право на здоровье, право на образование и право на достатойный уровень жизни, но не содержал какого-либо механизма, с помощью которого эти обязательства могли бы быть исполнены в соответствии с законом.
Работа над механизмом рассмотрения индивидуальных жалоб началась в 1990 году с целью разработки Факультативного протокола, аналогичного протоколам других документов ООН по правам человека. Разработка была поддержана Всемирной конференцией по правам человека 1993 года, которая рекомендовала Комиссии по правам человека и КЭСКП «продолжить рассмотрение факультативных протоколов» к МПЭСКП.
КЭСКП представил первый проект Факультативного протокола в 1997 году. В 2002 году Комитет учредил рабочую группу открытого состава для продолжения разработки. В 2006 году Совет по правам человека поручил рабочей группе открытого состава провести официальные переговоры по проекту текста. Переговоры были завершены в апреле 2008 года, и итоговый Факультативный протокол был официально принят Генеральной Ассамблеей ООН 10 декабря 2008 года Он был открыт для подписания 24 сентября 2009 г.

## Краткое содержание
Факультативный протокол устанавливает механизм подачи индивидуальных жалоб в отношении Пакта, аналогичный механизмам Первого Факультативного протокола к Международному пакту о гражданских и политических правах, Факультативного протокола к Конвенции о правах инвалидов и статьи 14 Конвенции о ликвидации всех форм расовой дискриминации. Стороны соглашаются признать компетенцию Комитета по экономическим, социальным и культурным правам рассматривать жалобы от отдельных лиц или групп, которые заявляют, что их права по Пакту были нарушены. Заявители должны исчерпать все внутренние средства правовой защиты, а анонимные жалобы и жалобы, касающиеся событий, произошедших до того, как соответствующая страна присоединилась к Факультативному протоколу, не принимаются. Комитет может запрашивать информацию и давать рекомендации сторонам. Стороны также могут разрешить Комитету заслушивать жалобы других сторон, а не только отдельных лиц.
Протокол также включает механизм запроса. Стороны могут разрешить Комитету расследовать "серьезные или систематические нарушения" Пакта, сообщать о них и давать рекомендации. Стороны могут отказаться от этого обязательства при подписании или ратификации.
Для вступления в силу Факультативного протокола требуется десять ратификаций.